# Ganges
Ganges (hindi गंगा IPA: [ˈɡəŋɡa:], sanskryt गङ्गा) – rzeka w południowej Azji, przepływająca przez Indie i Bangladesz. Jej długość wynosi 2700 km, a powierzchnia dorzecza 1125 tys. km² (z Brahmaputrą 2060 tys. km²). Ganges uchodzi do Zatoki Bengalskiej będącej częścią Oceanu Indyjskiego.
Główne miasta portowe nad Gangesem:
- Waranasi
- Patna
- Prajagradź (Allahabad)
- Kanpur

Źródła Gangesu znajdują się w Himalajach, w lodowcach górskich na zachód od pasma Nanda Dewi. Początkowo płynie w kierunku wschodnim, równolegle do łańcucha Himalajów. Potem po przełamaniu się przez góry Siwalik, wypływa na Nizinę Gangesu.
Wody Gangesu są wykorzystywane przez szeroko rozbudowaną sieć kanałów i urządzeń nawadniających. Chociaż Ganges leży w Indiach, przeważająca część jego rozległej delty znajduje się w Bangladeszu, gdzie rzeka łączy się z Brahmaputrą, tworząc największą na świecie wieloramienną deltę o powierzchni ok. 86 tys. km². Ganges charakteryzuje się dużymi wahaniami poziomu wód nawet do 15 m. Największe przybory wód zaczynają się w kwietniu, a mają swoją kulminację w sierpniu-wrześniu, powodując powodzie.
Wody obu rzek niosą wielkie ilości materiału (rocznie ok. 200 mln t), który osadzając się w ujściu, cały czas powiększa obszar delty. Miąższość osadów delty jest jednak stosunkowo niewielka w porównaniu z innymi wielkimi deltami świata, bo wynosi tylko ok. 18 m. Muł rzeczny, nanoszony na obszar delty przez częste wylewy, jest jednym z czynników utrzymujących żyzność pól uprawnych. Regularne deszcze monsunowe powodują rozległe powodzie.
Ganges jest spławny na całym swoim odcinku nizinnym, a żeglowny na odcinku 1450 km.
Ganges jest uważany przez wyznawców hinduizmu za rzekę świętą i stanowi ucieleśnienie bogini Gangi. Zgodnie z wierzeniami hinduistycznymi król Bhagiratha dzięki tysiącleciom ascezy wyjednał u bogów zgodę, aby Ganga zstąpiła na ziemię i oczyściła z grzechów prochy jego przodków. Ganga była tak potężna, że Śiwa, aby uchronić ziemię przed jej impetem, uwięził ją we włosach, skąd spłynęła siedmioma nurtami. Dla swych wyznawców Ganges jest rzeką matką, obietnicą zbawienia. Gdy wyznawcy ją obrażą, rzeka wyzwala swe siły i wylewa z brzegów, czyniąc wielkie zniszczenia. Wszystkie miasta zbudowane na brzegach Gangesu są święte ze względu na swoje położenie. Każdy religijny hinduista pragnie odbyć pielgrzymkę do źródeł rzeki, znajdujących się w lodowej jaskini u stóp himalajskiego lodowca Gangotri.
W miejscu gdzie do Gangesu wpada Jamuna (inna święta rzeka), jak głosi legenda, wpada jeszcze podziemna rzeka Saraswati. Raz na 12 lat w tym miejscu podczas święta Kumbh Mela, w określonym przez astrologów czasie kąpiel ma szczególną moc. Wtedy liczba pielgrzymów liczona jest w milionach.
Wody Gangesu zamieszkuje m.in. suzu gangesowy.